# RTGSドル
RTGSドル (RTGS dollar) は、2019年6月から2024年4月まで流通していたジンバブエの通貨である。2019年11月までは唯一の公式通貨であった。RTGSは即時グロス決済 (Real Time Gross Settlement) の略称である。ジンダラー (Zimdollar)やゾラー (zollar)とも呼ばれる。また日本の外務省はジンバブエ・ドルと紹介し、これまでの通貨との連続性を強調している。
2019年2月21日にジンバブエ準備銀行総裁ジョン・マングディヤによって制定された金融政策の一環として導入された。この通貨は債券硬貨、債券紙幣、RTGS残高で構成される。当初の債券紙幣（ジンバブエ債券）は、当時の米ドルの現金不足を緩和するために2016年に導入されたものである。2019年にはRTGSドルと改名され、2019年6月にはマルチカレンシー制度に代わってジンバブエで唯一の合法通貨となった。
RTGSドルのインフレ率が300%を超えた2019年10月29日、中央銀行は2019年11月中旬に導入される「新しい」通貨を発表した。この「新しい」通貨は当初、RTGSドルと並んで取引され、同等の価値とされていたが、RTGSドルのような裏付けはなかった。
2024年4月6日、新通貨として金に裏付けされたジンバブエ・ゴールド（ZiG）が発表され、4月8日より導入されたことで通貨としての役目を終え、4月29日限りで交換も停止され失効した。RGTSドルのインフレ率は2023年に3桁まで上昇した後、2024年3月時点では55%まで下がったものの、過去1年間で対米ドルで価値のほぼ100パーセントを失った。追跡業者のジム・プライス・チェックによると、新通貨発表時点の米ドルとの為替レートは公式では約3万ドル、闇市場では4万ドルと推定されていた。

## 目的
この通貨の目的は他の通貨と同様に、以下のようなものである。
- 商品やサービスの価格設定（英語版）
- 借金の計上
- 会計
- 国内取引の決済[16]

しかし、RTGSドルの中心的な目的は、ジンバブエが直面している経済的・金融的課題に対処することであり、特に政府が保有している外貨の相対的な不足に対処することであった。公式には以下のものが含まれている。
- 外貨市場の正常化
- ディアスポラ送金の促進
- 外国人投資家の保護
- 輸出の促進
- 外貨によってのみ行われる価格設定からの国民の保護

## 価値
公式には当初、1米ドル＝2.50RTGSドル（1RTGSドル＝0.40米ドル）とされていたが、オープン市場ではそうではなく、2019年上半期には 1米ドル＝7RTGSドル から 1米ドル＝13RTGSドル の間で変動した。2020年3月までに、1米ドル＝25RTGSドル でペッグする試みが行われたが、インフレーションは継続しており、この試みは断念された。
2020年7月期の年間インフレ率は、ジンバブエ国家統計局(ZIMSTAT) の報告によれば837.53%だった。
為替レートは、RTGSドルの発表に伴いジンバブエ準備銀行が設置したオークション市場での需要と供給の力によって決定される。この市場は銀行間外貨両替市場と呼ばれ、銀行と外貨両替店で構成されている。

## 紙幣と硬貨
2014年、ジンバブエボンドコイン（債券硬貨）として1, 5, 10, 25, 50セント硬貨が発行された。2016年には1ドル硬貨が、2018年には2ドル硬貨が発行された。
これらの硬貨は、材質については、1セントが銅メッキ鋼鉄、5, 10セントが黄銅メッキ鋼鉄、25, 50セントがニッケルメッキ鋼鉄、1ドルが外周黄銅・内側ニッケルのメッキによる鋼鉄（外見上バイメタル貨）、2ドルが外周黄銅、内側アルミニウム青銅のメッキによる鋼鉄（同じく外見上バイメタル貨）となっていたが、インフレの進行に伴い次第に使用されなくなった。
2016年、ジンバブエボンドノート（債券硬貨）として2, 5ドル紙幣が発行され、これらは2019年にRTGSドル紙幣に置き換えられた。2020年にはRTGSドルとして10, 20, 50, 100ドル紙幣が発行された。
これらのジンバブエボンドノート及びRTGSドル紙幣については、表面にバランシング・ロックス（重なる3つの岩）がデザインされていたが、これもインフレの進行に伴い、2, 5ドル紙幣は使用されなくなっていった。

## 他の通貨
2019年2月にRTGSドルが導入された時点で、ジンバブエでは米ドル、南アフリカランド、中国人民元などの外貨が混在して使用されていた。2019年6月には、新たな国家通貨の導入計画の一環として、現地取引における外貨の使用が禁止された。
しかし、インフレーションで現物紙幣の不足が生じ、2020年3月に再び米ドルの現地使用が認められた。政府は、現地取引での米ドルの使用許可は一時的なものに過ぎないとしているが、2020年6月にはすでにジンバブエの公務員の中には、ハイパーインフレーションの影響で、給料の支払いを米ドルで要求する者も出てきていた。2021年にはインフレ率が350%を超えた。